# Liste der Bodendenkmale in Marklohe
In der Liste der Bodendenkmale in Marklohe sind die Bodendenkmale der niedersächsischen Gemeinde Marklohe aufgeführt. Die Quelle ist der Denkmalatlas Niedersachsen. 

Marklohe im Landkreis Nienburg

Der Stand der Liste ist der 15. Januar 2025.

## Allgemein
In den Spalten finden sich folgende Informationen des Bodendenkmales:
| Lage         | geographische Koordinaten                                                           |
| Bezeichnung  | Bezeichnung lt. Denkmalatlas                                                        |
| Beschreibung | Beschreibung lt. Denkmalatlas                                                       |
| ID           | Objekt-ID                                                                           |
| Bild         | Bild, ggf. zusätzlich mit Link zu weiteren Fotos im Medienarchiv Wikimedia Commons. |

## Marklohe
| Lage                       | Bezeichnung           | Beschreibung                                                              | ID       | Bild |
| -------------------------- | --------------------- | ------------------------------------------------------------------------- | -------- | ---- |
| 52° 40′ 36″ N, 9° 7′ 43″ O | Marklohe 4, Grabhügel | Durchmesser ca. 20 m und Höhe ca. 2 m, Kuppe abgeflacht, alte Eingrabung. | 36346374 | BW   |
| 52° 40′ 35″ N, 9° 7′ 27″ O | Marklohe 5, Grabhügel | Durchmesser ca. 11 m und Höhe ca. 0,7 m, Einkuhlungen.                    | 36346496 | BW   |

## Oyle
| Lage                       | Bezeichnung             | Beschreibung | ID       | Bild           |
| -------------------------- | ----------------------- | --- | -------- | -------------- |
| 52° 38′ 25″ N, 9° 8′ 34″ O | Oyle 3, Grabhügel       | Durchmesser ca. 17 m und Höhe ca. 1,5 m, ebenmäßig hoch gewölbt, mehrere ältere Eingrabungen, teilweise mit Sammelsteinen aufgefüllt, Rand abgesetzt. | 36329540 | BW             |
| 52° 38′ 52″ N, 9° 8′ 5″ O  | Oyle 10, Alte Schanze   | Annähernd dreieckiger Grundriss mit einer ca. 1 ha großen Innenfläche auf. Im Osten durch einen ausgeprägten, an zwei Stellen mittlerweile deutlich erodierten, 20 m hohen Steilhang geschützt, der am Fuß in eine feuchte Niederung übergeht. Im Norden fällt das Gelände ebenfalls steil zum tief eingeschnittenen, 60 m breiten Tal des „Oyler Mühlenbaches“ ab. An West- und Südseite zwei Wälle, noch bis zu 2,5 m hoch über der Innenfläche erhalten, bogenförmig auf einander zu. Der westliche Wall zieht sich über eine Länge von 100 m, während der südliche 70 m lang ist. | 36380504 | Weitere Bilder |
| 52° 38′ 53″ N, 9° 7′ 58″ O | Oyle 22, Hohlweg        | Auf ca. 200 m Länge erhalten,T. bis 3 m, nach Westen auslaufend. Sohlbreite ca. 6 m. | 38584038 | BW             |
| 52° 38′ 49″ N, 9° 8′ 7″ O  | Oyle 23, Schälchenstein | Auf dem oberen Findling des "Sängersteins" auf der Rückseite einige vertiefte Näpfchen (Schälchen). Die Findlinge des "Sängersteines" wurden 1893 von der Hubertusquelle hierher versetzt. | 38072666 |                |
| 52° 38′ 37″ N, 9° 8′ 8″ O  | Oyle 25, Grabhügel      | Durchmesser ca. 15 m und Höhe ca. 1,8 m, Ränder gut abgesetzt, hoch gewölbte Kuppe. Im Zentrum tiefe Eingrabung (Trichter), ca. 3 m Dm. und ca. 0,8 m tief. | 49894789 | BW             |